# RoH 월드 태그팀 챔피언십

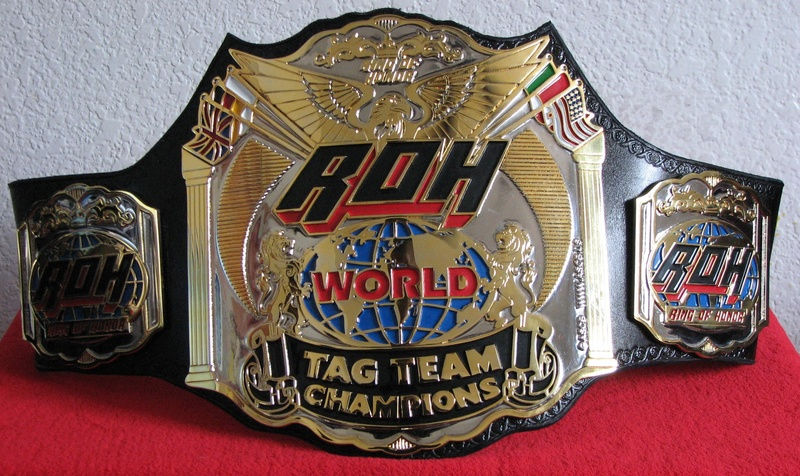
RoH 월드 태그팀 챔피언십 벨트

RoH 월드 태그팀 챔피언십(RoH World Tag Team Championship)은 RoH의 태그팀 챔피언십이다.

## 역사
2002년 9월 21일 초대 챔피언을 결정하기 위한 토너먼트 경기에서 크리스토퍼 다니엘스와 도노반 모건이 우승을 차지하면서 초대 챔피언에 등극하였다.

## 기록들
- 초대 챔피언 : 프로펩시 (크리스토퍼 다니엘스 & 도노바 모건)
- 최장수 챔피언 : 킹스 오브 레슬링 (클라우디오 카스타뇰리 & 크리스 히어로 (363일)
- 최단 기간 챔피언 : 프로펩시 (BJ 휘트머 & 댄 메프) , 브리스코 형제 (제이 & 마크) (0일)
- 팀 최다 챔피언 : 브리스코 형제 (제이 & 마크) (6회)
- 개인 최다 챔피언 : 제이 브리스코 , 마크 브리스코 (6회)

## 역대 챔피언
- 프로펩시 (크리스토퍼 다니엘스 & 도노바 모건) (초대 챔피언)
- AJ 스타일스 & 어메이징 레드
- 백싯 보이즈 (쟈니 캐쉬메어 & 트랜트 에시드)
- 스페셜 K
- 브리스코 형제 (제이 & 마크)
- 세컨드 시티 세인츠 (CM 펑크 & 콜트 카바나)
- 프로펩시 (BJ 휘트머 & 댄 메프)
- 브리스코 형제 (제이 & 마크)
- 세컨드 시티 세인츠 (CM 펑크 & 콜트 카바나)
- 로트웨일러스 (리키 레이즈 & 락키 로메로)
- BJ 휘트머 & 댄 메프
- BJ 휘트머 & 지미 제이콥스
- 캐니지 크루 (HC 락 & 토미 데비토)
- BJ 휘트머 & 지미 제이콥스
- 살 리나우로 & 토미 마말룩
- 오스틴 에리즈 & 로데릭 스트롱
- 킹스 오브 레슬링 (크리스 히어로 & 클라우디오 카스타뇰리)
- 크리스토퍼 다니엘스 & 맷 사이달 (에반 본)
- 브리스코 형제 (제이 & 마크)
- 나루키 도이 & 신고
- 브리스코 형제 (제이 & 마크)
- 에이지 오브 더 폴 (지미 제이콥스 & 타일러 블랙)
- 노 리모스 콥스 (데이비 리쳐즈 & 락키 로메로)
- 브리스코 형제 (제이 & 마크)
- 에이지 오브 더 폴 (지미 제이콥스 & 타일러 블랙)
- 엘 제네리코 & 캐빈 스틴
- 아메리칸 울브즈 (데이비 리쳐즈 & 에디 에드워즈)
- 브리스코 형제(제이 & 마크)
- 킹스 오브 레슬링 (크리스 히어로 & 클라우디오 카스타뇰리)
- 레슬링스 그레이티스트 태그팀 (찰리 하스 & 셸턴 벤자민)
- 브리스코 형제(제이 & 마크)
- 디 에딕션
- 더 킹덤
- 영벅스 (현재 챔피언)
- 하디 보이즈 (매트 하디 & 제프 하디)

## 같이 보기
- 트리플 크라운 챔피언십
- WWE RAW 태그팀 챔피언십
- WWE 스맥다운 태그팀 챔피언십
- WWE 월드 태그팀 챔피언십
- WWE NXT 태그팀 챔피언십
- WCW 월드 태그팀 챔피언십
- ECW 월드 태그팀 챔피언십
- TNA 월드 태그팀 챔피언십
- GFW 월드 태그팀 챔피언십